# Baars
Pour les articles homonymes, voir Baars (homonymie).
Baars est un hameau dans la commune néerlandaise de Steenwijkerland, dans la province d'Overijssel.